# Cédric Wermuth
Cédric Wermuth (Jegenstorf, 19 de febrero de 1986) es un político suizo que actualmente forma parte del Consejo Nacional de Suiza por el Partido Socialdemócrata de Suiza desde 2011. Actualmente también se desempeña como copresidente del Partido Socialdemócrata de Suiza (SP) junto con Mattea Meyer. Anteriormente se desempeñó como presidente de los Jóvenes Socialistas de Suiza (JUSO) y también como vicepresidente del SP.

## Biografía
Wermuth nació el 19 de febrero de 1986 en el cantón de Berna, en el municipio de Jegenstorf. Wermuth se graduó de la escuela secundaria en Wohlen y asistió a la Universidad de Zúrich, donde estudió ciencias políticas, historia, economía y filosofía. Habla con fluidez alemán, italiano, francés e inglés.
Se convirtió en miembro de los Jóvenes Socialistas de Suiza (JUSO) a los trece años y la participación activa de Wermuth en la política comenzó cuando tenía quince años. Se convirtió en el secretario central de los JUSO en 2005, y se desempeñó como su presidente entre 2008 y 2011. Entre 2009 y 2011 fue vicepresidente del SP.
En 2011, pocos meses después de dimitir como presidente de los JUSO, fue elegido al Consejo Nacional y formó parte de la Comisión de Finanzas, siendo presidente de un subcomité de finanzas. Poco después, fue elegido vicepresidente del SP de la Asamblea Federal. En 2015, se trasladó a la Comisión Política Estatal y a la Comisión de Auditoría Empresarial, donde se desempeñó hasta 2019 y 2020, respectivamente. También fue elegido vicepresidente del grupo parlamentario del SP en la Asamblea Federal durante este tiempo. Fue candidato al Consejo de los Estados por el Cantón de Argovia en las elecciones federales de octubre de 2019, pero no fue elegido. Pero durante las mismas elecciones también fue candidato al Consejo Nacional, para el que fue reelegido. A partir de 2021, está en su tercer mandato legislativo y forma parte de la Comisión Económica y de Impuestos.
Wermuth y Mattea Meyer fueron elegidos copresidentes del SP en 2020 cuando Christian Levrat renunció. Recibieron el 96 % de los votos.

## Posiciones políticas
Wermuth defiende la política de izquierda y quiere que el SP sea más radical. Mientras que los oponentes del SP los llaman el "Partido de Prohibición" debido a las restricciones que pretenden imponer a las corporaciones, Wermuth y Meyer quieren que se conozca como el "Partido de la Libertad".